# Palais de Malacañan
 (mai 2014).
Si vous disposez d'ouvrages ou d'articles de référence ou si vous connaissez des sites web de qualité traitant du thème abordé ici, merci de compléter l'article en donnant les références utiles à sa vérifiabilité et en les liant à la section « Notes et références ».
Le palais de Malacañan, ou simplement Malacañan, est la résidence officielle du président des Philippines, située à Manille, la capitale, sur la rive droite du fleuve Pasig, dans le district de San Miguel.
Construit en 1750 sous la colonisation espagnole par Luís Rocha, un aristocrate ibérique installé aux Philippines, celui-ci le vend en 1802 à un officier de l'armée espagnole le Colonel Jose Miguel Fomento. À sa mort en 1825, ce dernier le lègue au gouvernement qui en fait la résidence d'été du gouverneur général. 
Le 3 juin 1863, le palais de gouverneur (en) (Palacio del Gobernador), situé dans le quartier d'Intramuros est détruit par un séisme qui ravage totalement Manille. Dès lors, le palais de Malacañan deviendra la résidence officielle des 18 derniers gouverneurs généraux espagnols, puis des 14 gouverneurs civils et militaires américains qui s'y succéderont jusqu'à l'indépendance de l'archipel en 1946.